# Darrell Thompson
Darrell Alexander Thompson (St. Louis, 1º luglio 1967) è un ex giocatore di football americano statunitense che ha militato nel ruolo di running back nella National Football League (NFL). Al college giocò a football a Minnesota

## Carriera
Bennett fu scelto come 19º assoluto del Draft 1990 dai Green Bay Packers. Vi giocò per tutte le cinque stagioni della carriera professionistica fino al 1994, disputando 60 partite e correndo 1.641 yard, con 8 touchdown segnati su corsa e uno su ricezione.

## Statistiche
| Partite    | 60    |
| Yard corse | 1.641 |
| Touchdown  | 9     |